# Pleuragramma antarctica
Pleuragramma antarctica е вид лъчеперка от семейство Nototheniidae, единствен представител на род Pleuragramma.

## Разпространение
Видът е разпространен в Южния океан.

## Описание
Достига до около 15 – 25 см на дължина. Максималното измерено тегло на този вид е 200 грама. Живеят най-много до 20 години.